# Mines de Schriesheim
La mine Anne-Elizabeth, à l'est de Schriesheim est une ancienne mine d'argent et de sulfate (vitriol) de fer, exploitée depuis plus de 700 ans, avec des bâtiments extérieurs conservés depuis le XVIIIe siècle. La mine est citée officiellement pour la première fois en 1473. Quatre ordonnances sont connues (1507, 1511, 1528 et 1551). 
Le minerai d'argent est recherché jusqu'à la fin du XVIe siècle, suivi par le minerai de fer sous forme de vitriol.
Un pavillon pour le traitement du minerai est construit en 1781, puis la mine est fermée en 1817. Après quelques recherches sans succès, l'exploitation cesse en 1926. 
Le nom Anna-Elisabeth date de 1894. Les accès sont obturés après 1945.
Des citoyens de Schriesheim prennent l'initiative en 1985 de créer un espace visitable, et obtiennent la nomination du lieu en Monument protégé. Les visites sont organisées depuis 
1989. L'adresse est Talstrasse 157.